# Astragalus gjunaicus
Astragalus gjunaicus är en ärtväxtart som beskrevs av Aleksandr Alfonsovitj Grossgejm. Astragalus gjunaicus ingår i släktet vedlar, och familjen ärtväxter. Inga underarter finns listade i Catalogue of Life.